# H1 (Slovenië)

Het wegbord voor de Hitra cesta 1 (H1) in Slovenië.

De Hitra cesta H1 (Sloveens voor: 'snelweg H1') was een snelweg met twee rijstroken die van de Karawanken-tunnel naar de Kroatische grens leidde.

## Geschiedenis
In de Joegoslavische periode was de latere H1 de belangrijkste verkeersverbinding in Slovenië en onderdeel van de Autoput Bratstvo i jedinstvo, die door Joegoslavië loopt. De route was een langeafstandsweg tot het begin van de uitbreiding van de A2 en liep continu van Jesenice naar de grens met de Socialistische Republiek Kroatië.
Met het openen van de parallelle secties van de A2 werd de H1 geleidelijk afgebouwd tot een regionale weg of direct gebruikt als route voor de snelweg.
De route was tweebaans en zonder pechstroken. Lange files waren vroeger de norm op deze route. De H1 was ook een van de gevaarlijkste wegen in Slovenië, vooral tussen Ljubljana en de Kroatische grens. Tussen 2004 en 2010 vonden hier 550 ongevallen met 39 doden plaats. Op 30 juni 2010 is het laatst overgebleven stuk tussen Trebnje en Hrastje vervangen door de A2.